# Sexta generación de cazas de reacción

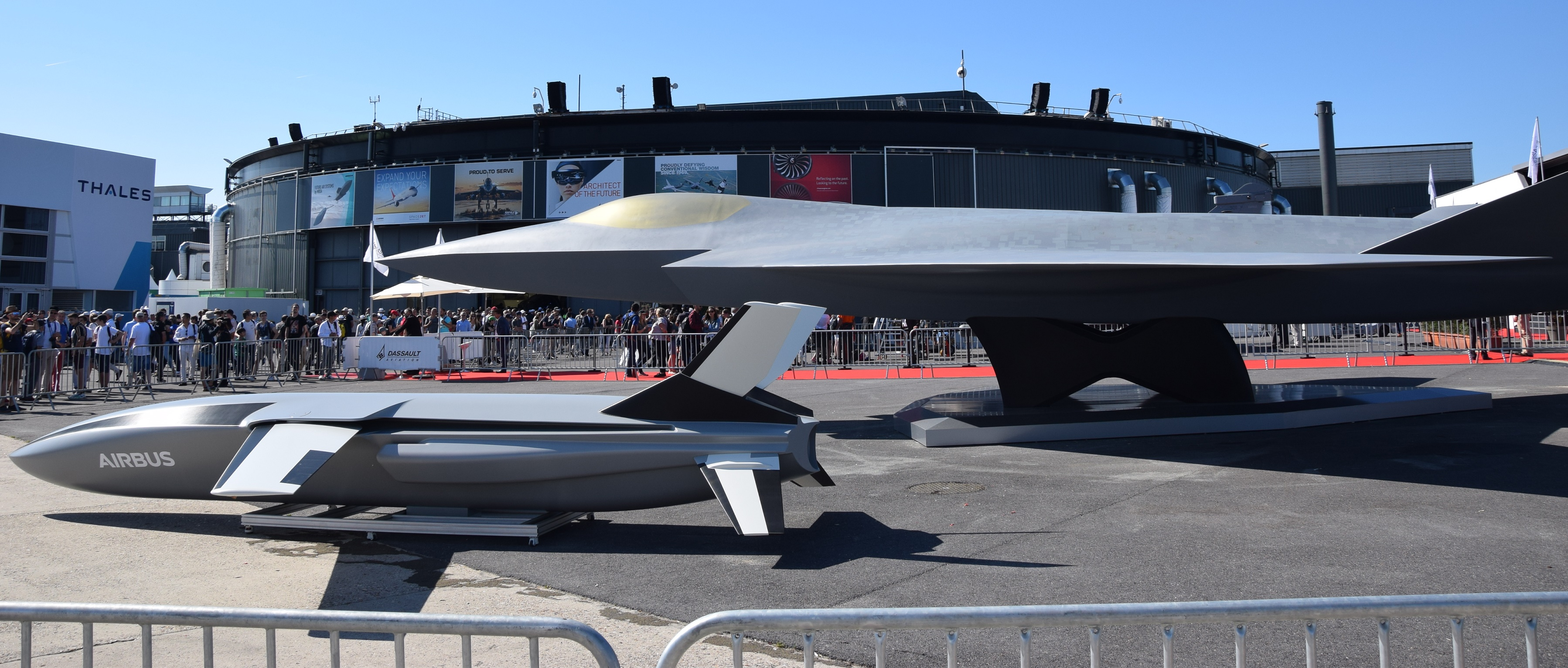
Una maqueta 1: 1 del Futuro Sistema Aéreo de Combate en el Salón de la Aeronáutica de París de 2019. Representa el caza de nueva generación, así como uno de sus drones no tripulados Remote Carriers Airbus

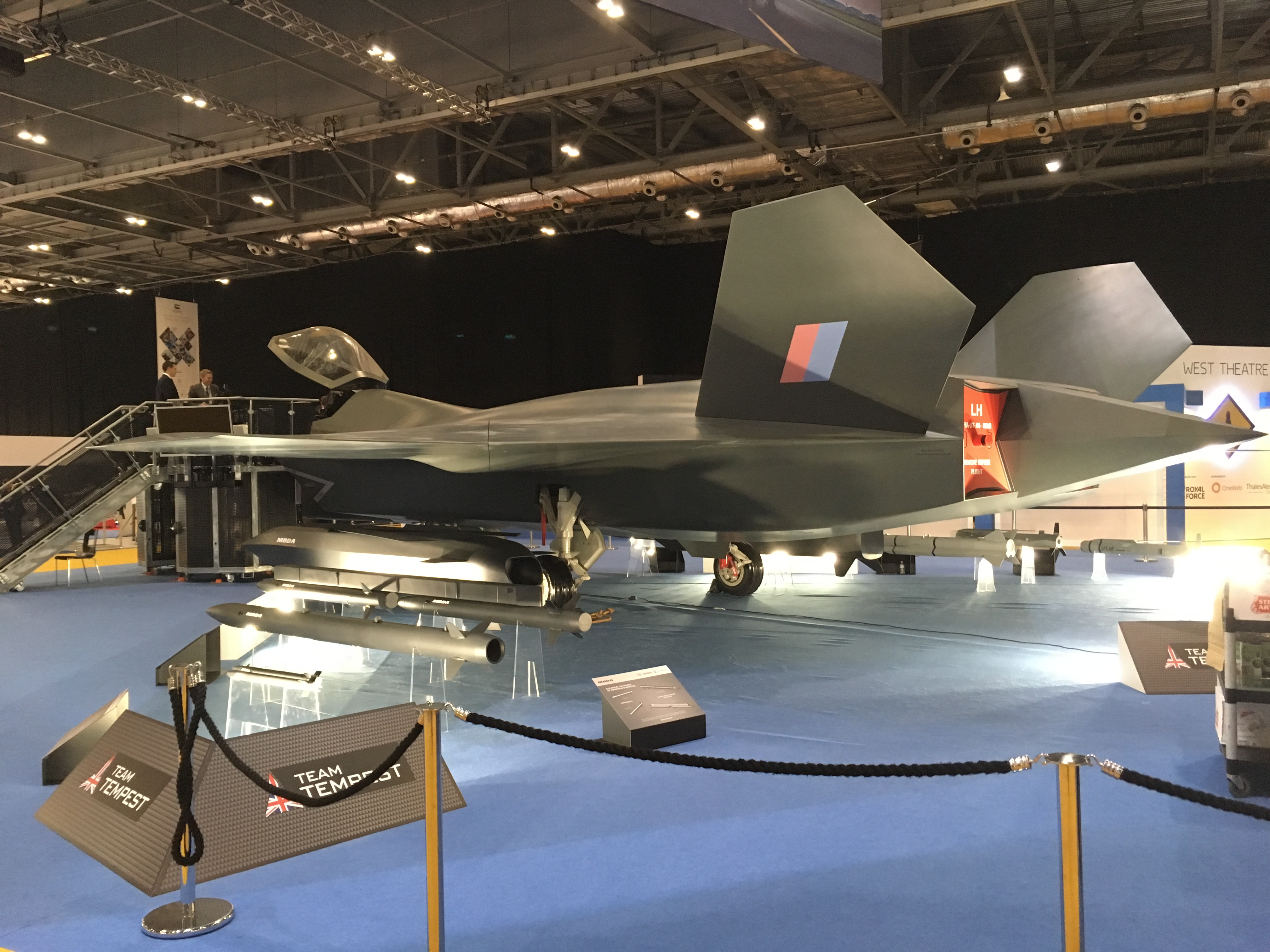
Una maqueta del BAE Systems Tempest en la feria DSEI de 2019.

El término caza de sexta generación (y el mismo concepto de generaciones de cazas de reacción) es un marco conceptual del avión que se espera que entre en servicio en diversas fuerzas aéreas del mundo en el periodo 2028-2045

## Características

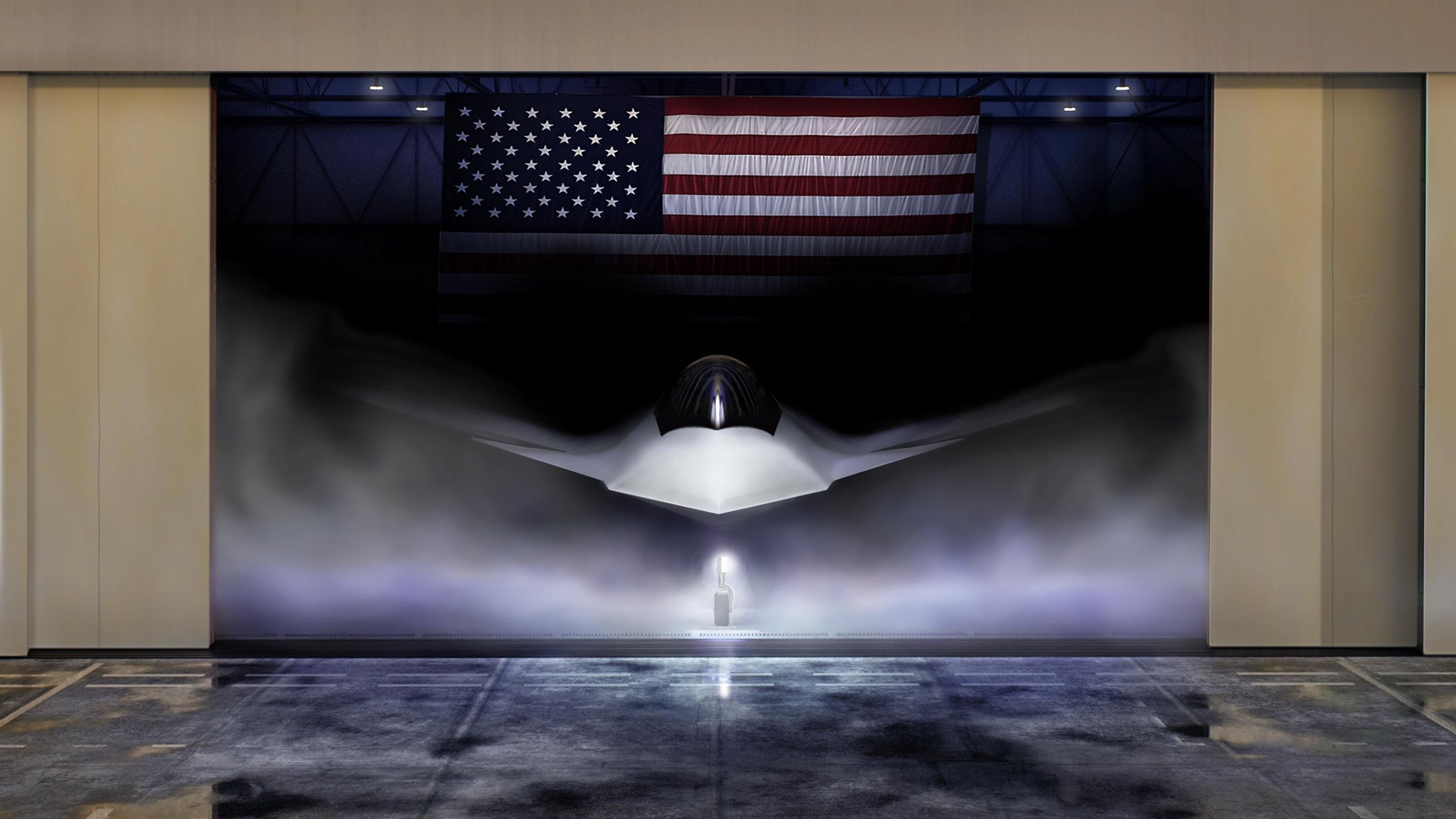
Representación gráfica de un Boeing F-47.

Si bien no hay en proyecto aviones que puedan ser merecedores de la asignación a esta categoría, son muchas las naciones que están en pleno estudio de las muy diversas nuevas tecnologías que permitan la aparición de esta generación de cazas.
Se especula que las características que marcaran esta generación serían: sigilo extremo, eficiencia en todos los regímenes de vuelo (subsónicos, supersónicos e hipersónicos), posible capacidad de "camuflaje", y la posibilidad de la irrupción del vehículo aéreo de combate no tripulado plenamente operativo. Además de muchas mejoras en las tecnologías ya existentes, mejoras en los sistemas de detección, nuevos sistemas de armas, materiales más resistentes y avanzados, etcétera. [cita requerida]

### Sistemas
La electrónica cada vez ha ganado mayor importancia en los aviones militares, pero ahora se va un paso más allá. Las plataformas de aviones de combate de sexta generación se configuran como un sistema en red que interconecta diversos componentes, incluidos varios modelos de aviones, misiles y drones. La clave de este sistema es su capacidad de escalabilidad y modularidad, atribuible a su arquitectura abierta, la cual es fundamental para implementar actualizaciones significativas y adaptaciones en el diseño durante la vida del avión.
- Enfoque de Sistemas Abiertos Modulares (MOSA). Se prevé integraciones tecnológicas continuas a lo largo de la vida del avión.
- Arquitectura de Sistemas Abiertos de Sensores (SOSATM). Deberán incorporarse innovaciones en sensores integrados.
- Aislamiento de datos: Protege la información crucial.
- Priorización: Optimiza funciones según la necesidad operativa.
- Actualizaciones e inserciones. Se deben facilitar mejoras continuas en el software y hardware.

### Emparejamiento con drones
Los drones o UAV serán el complemento indispensable de los aviones tripulados de sexta generación.[cita requerida] El avión tripulado será el avión principal y núcleo de un equipo junto a uno o varios UAV. Se prevén estos escenarios:
- Operaciones coordinadas con la aeronave tripulada. Los drones actuarán como multiplicadores de fuerza formando equipo al lado de aviones tripulados.
- Plataformas de altas prestaciones. Los drones emplearán motores de última generación que les permitan  mantener el ritmo de los aviones tripulados en escenarios de alta intensidad.
- Misiones combinadas. Aviones tripulados y no tripulados colaborarán en misiones que requieran un esfuerzo coordinado debido a los riesgos o importancia.
- Operaciones autónomas. Los drones serán capaces de ejecutar misiones independientes sin supervisión directa.
- Reconocimiento y vigilancia. Los equipos avión-UAV, o los drones en solitario, realizarán misiones de inteligencia, vigilancia y reconocimiento para recopilar datos críticos.
- Protección de la aeronave tripulada. Los drones protegerán y defenderán los activos aéreos tripulados contra amenazas.

Un ejemplo de esta integración es el Boeing MQ-28 Ghost Bat de la Real Fuerza Aérea Australiana (RAAF). Este UAV está diseñado específicamente para aumentar las capacidades de los aviones de combate tripulados F-35 mediante el apoyo en misiones especializadas, mostrando cómo la coordinación y suma de capacidades entre diferentes tipos de aeronaves puede optimizar las operaciones aéreas.

### Inteligencia artificial
De las tecnologías que se incorporarán en estos aviones destacarán las aplicaciones que hará posible la inteligencia artificial (IA). No solo la inteligencia artificial será parte de los drones, sino también un compañero de vuelo del piloto. Esto implica un comportamiento distinto en vuelo no tripulado y otro para el tripulado, donde la IA deberá ser entrenada para interactuar con el piloto durante vuelos reales y simulados que permitan conformar equipos de trabajo aptos para formar nuevos escuadrones totalmente diferentes a los actuales. Los futuros escuadrones estarán formados por pilotos humanos y muchos aviones pilotados por inteligencia artificial, que podrán ser totalmente independientes si es necesario y con objetivos específicos en cada misión. Así se podrá mantener una superioridad aérea incontestable contra potencias tradicionales como China y Rusia, pero también contra cualquier enemigos equipado con grandes cantidades de misiles tierra-aire y drones.

## Programas en desarrollo
- Futuro Sistema Aéreo de Combate (FCAS) - Alemania, Francia y España
- Global Combat Air Programme (GCAP) - Reino Unido, Italia y Japón

- Boeing F/A-XX y NGAD - Estados Unidos

- Boeing F-47 - Estados Unidos

- Mikoyan MiG-41 (Mikoyan PAK DP) - Rusia
- Chengdu J-36 y Shenyang J-50